# КУД „Абрашевић” Врање
Културно уметничко друштво „Абрашевић” Врање (скраћено КУД Абрашевић Врање) је културно уметничко друштво из Врања, основано 1939. године.

## Историја
Идеја о формирању секције Културно-уметничког друштва Абрашевић поникла је међу млађим радницима Дуванске станице, члановима Подружнице усових синдиката. Као прогресивна наишла је на прихватање, те је преко Стојана Тројановића, председника подружнице и члана Комунистичке партије, настојано да се реализује.
Културно-уметничко друштво имало је дилетантску, рецитаторску и хорску групу.